# フランス語
フランス語（フランスご、français 発音: [fʁɑ̃sɛ] フランセ）は、インド・ヨーロッパ語族のイタリック語派に属する言語。ロマンス諸語の一つで、ラテン語の口語（俗ラテン語）から変化したフランス北部のオイル語（または古フランス語、langue d'oïl）が母体と言われている。日本語では、仏蘭西語、省略して仏語（ふつご）とも書く。
フランス語という呼び方は、多くの言語（オック語、アルピタン語など）が存在するフランスにおいて誤解を招く可能性もあるので、単にオイル語と呼んでフランスの他の言語と区別することもある。
世界で英語（約80の国・地域）に次ぐ2番目に多くの国・地域で使用されている言語であり、フランス、スイス、ベルギー、カナダのほか、かつてフランスやベルギーの領域だった諸国を中心に29ヶ国で公用語になっている（フランス語圏を参照）。全世界で3億人以上が使用しており、国際連合、欧州連合などの公用語の一つにも選ばれている。このフランス語の話者を、フランコフォン（francophone、英語版）と言う。

## 音声

### 子音
|            | 両唇 | 唇歯 | 歯音 | 歯茎 | 後部歯茎 | 硬口蓋 | 両唇硬口蓋 | 軟口蓋 | 両唇軟口蓋 | 口蓋垂 |
| ---------- | ---- | ---- | ---- | ---- | -------- | ------ | ---------- | ------ | ---------- | ------ |
| 閉鎖音     | p b  |      | t d  |      |          |        |            | k g    |            |        |
| 鼻音       | m    |      | n    |      |          | ɲ      |            |        |            |        |
| 摩擦音     |      | f v  |      | s z  | ʃ ʒ      |        |            |        |            | ʁ      |
| 接近音     |      |      |      |      |          | j      | ɥ          |        | w          |        |
| 側面接近音 |      |      |      | l    |          |        |            |        |            |        |

記号が二つ並んでいるものは、右が有声音、左が無声音。

### 母音
|      | 前舌 | 中舌 | 後舌 |
| ---- | ---- | ---- | ---- |
| 狭   | i y  |      | u    |
| 半狭 | e ø  |      | o    |
| 中央 |      | ə    |      |
| 半広 | ɛ œ  |      | ɔ    |
| 広   | a    |      | ɑ    |

記号が二つ並んでいるものは、右が円唇、左が非円唇。

### 鼻母音
- /ɛ̃/: in, im, ain, aim, ein, eim - 「エ」の鼻母音だが、実際は「アン」に近い。
- /œ̃/（パリなどでは /ɛ̃/ に合流）: un, um
- /ɑ̃/（やや円唇）: an, am, en, em -  暗い「ア」の鼻母音で、「オン」に近い。
- /ɔ̃/ または /õ/: on, om

鼻母音四つを含んだ句の例として « un bon vin blanc » /œ̃ bɔ̃ vɛ̃ blɑ̃/（おいしい白ワイン）が有名である。

### 半母音
- w：有声両唇軟口蓋接近音
- ɥ：有声両唇硬口蓋接近音
- j：硬口蓋接近音

## 綴りと発音
フランス語において基本的にc, r, f, lを除く語尾の子音（一部例外あり）と母音のeは発音されない。フランス語の表記は初学者には複雑に感じられるが、規則性は比較的高い。英語や日本語のローマ字表記とはかなり異なるため、フランス語を知らなければ正しく読むことはできないが、規則を覚えれば容易に発音できる。たとえば eau は常に /o/ と発音する。しかし monsieur（ムッシュ）は /mɔ̃.sjœʁ/ ではなく /mə.sjø/ であり、femme（女性、妻）は /fem/ ではなく /fam/ であるなど、イタリア語やスペイン語などほかのロマンス諸語に比べると例外が多い。faitやplusなど文脈によって発音が変わる単語もある。
また、in, im, yn, ym, ain, aim, ein, eim がすべて /ɛ̃/ になるなど、しばしば異なる綴りが同じ発音を示すため、同音異字語が多い。たとえば vin（ワイン）と vingt（20）はともに /vɛ̃/ であり、また形容詞 bleu （青、男性形単数） とその変化形の bleus（男性形複数）、bleue（女性形単数）、bleues（女性形複数）はすべて /blø/ である。このため、発音を聞いて書き分けるのは比較的難しい。ネイティブでさえも正しく書けない人がいるほどで、フランスでは問題視されている。そういった難しさもあり、日本で行われている実用フランス語技能検定試験（DAPF）の準2級以降の級では書き取り試験が行われ、CDで流れる文章を、文脈をしっかりと把握した上で、動詞の活用はもとより性と数の一致に気をつけながら、正しく書く能力が試される。書き取り試験ではあるが文法知識も試され、実際のところこの書き取り問題で点を落とす受験者が非常に多いことから、いかにフランス語を正しく書くのが難しいかがうかがえる。

### アルファベ
アルファベットのことを、フランス語ではアルファベ（alphabet）と言う。

#### 各字母の名称
| A, a a /a/（ア）                           | B, b bé /be/（ベ）        |
| C, c cé /se/（セ）                         | D, d dé /de/（デ）        |
| E, e e /ə/（ウ）                           | F, f effe /ɛf/（エフ）    |
| G, g gé /ʒe/（ジェ）                       | H, h ache /aʃ/（アシュ）  |
| I, i i /i/（イ）                           | J, j ji /ʒi/（ジ）        |
| K, k ka /ka/（カ）                         | L, l elle /ɛl/（エル）    |
| M, m emme /ɛm/（エム）                     | N, n enne /ɛn/（エヌ）    |
| O, o o /o/（オ）                           | P, p pé /pe/（ペ）        |
| Q, q cu /ky/（キュ）                       | R, r erre /ɛʁ/（エール）  |
| S, s esse /ɛs/（エス）                     | T, t té /te/（テ）        |
| U, u u /y/（ユ）                           | V, v vé /ve/（ヴェ）      |
| W, w double vé /dublə ve/¹（ドゥブルヴェ） | X, x ikse /iks/（イクス） |
| Y, y i grec /i ɡʁɛk/²（イグレク）          | Z, z zède /zɛd/（ゼッド） |

1. 二つのVの意。
2. ギリシャのIの意。ウプシロンを参照。

#### 綴り字記号
- É, é の « ´ » : アクサンテギュ（accent aigu, 鋭いアクサンの意）
- À, È, Ù, à, è, ù の « ` » : アクサングラーヴ（accent grave, 重いアクサンの意）
- Â, Ê, Î, Ô, Û, â, ê, î, ô, û の « ˆ » : アクサンシルコンフレクス（accent circonflexe, 湾曲したアクサンの意）
- Ä, Ë, Ï, Ö, Ü, Ÿ, ä, ë, ï, ö, ü, ÿ の « ¨ » : トレマ（tréma, 分音記号）
- Ç, ç の « ¸ » : セディーユ（cédille）

セディーユ、トレマ、アクサンテギュ、および e につくアクサングラーヴとアクサンシルコンフレクスは発音を変える記号である。一方、e 以外の母音につくアクサングラーヴとアクサンシルコンフレクスは発音を変化させない。
※アクサンのつくところを強く読むわけではない。

#### 合字
Œ, œ は o と e の合字である。この組み合わせが単母音で発音される語では、o と e は必ずこのようにつなげて書く。通常は œu で /œ/ を表す。
- sœur /sœʁ/
- œnologie /enɔlɔʒi/ - ギリシア語起源の語では、οι から転写された œ が /e/ と発音される。

Æ, æ は a と e の合字であり、少数のラテン語からの借用語で使う。
- cæcum /sekɔm/

### 句読点
フランス語では引用符（英語では「" "」）として「« »」（ギユメ guillemets）を用いる。フランス語の句読点の内、コンマ（,）、ピリオド（.）、括弧（( )、[ ]）以外の疑問符（?）、感嘆符（!）、コロン（:）、セミコロン（;）の前にはスペースを入れ、引用符の後と前にもやはりスペースを入れる。

## 数体系
20進法と10進法の組み合わせである。かなり複雑だが、これはフランスでの例であり、ベルギーやスイスでは70をseptante、90をnonante、さらにスイスでは80をhuitanteで表し、比較的10進法に近い。
- 1: un (une)
- 2: deux
- 3: trois
- 4: quatre
- 5: cinq
- 6: six
- 7: sept
- 8: huit
- 9: neuf
- 10: dix
- 20: vingt
- 30: trente
- 40: quarante
- 50: cinquante
- 60: soixante
- 70 (60+10): soixante-dix
- 80 (4*20): quatre-vingts
- 90 (4*20+10): quatre-vingt-dix
- 100: cent
- 200: deux cents
- 1000: mille

## 文法
|        | 単数       | 複数          |
| ------ | ---------- | ------------- |
| 一人称 | je chante  | nous chantons |
| 二人称 | tu chantes | vous chantez  |
| 三人称 | il chante  | ils chantent  |

- 動詞は主語の人称・数などに応じて活用する。例えば chanter （歌う）の現在形は表のように活用する。詳しくはフランス語の動詞を参照すること。
- 名詞に性（男性・女性）がある。性に合わせて、冠詞・動詞の過去分詞・形容詞に男性形・女性形がある。
- 形容詞・冠詞は性・数によって変化する。
- 基本的に後置修飾である。例えば「赤ワイン」は « vin rouge » 。ただしpetit（小さな）、grand（大きな）のように使用頻度の高い形容詞に関しては前置修飾となる場合もある。例えば「小さな子供（単数）」は « petit enfant »（プティタンファン）となる（複数の場合は « petits enfants »（プティザンファン）） 。

敬称
- Monsieur [məsjø]（ムスュー）（男性）（氏） *日本では「ムッシュ」と書かれることが多い。
- Madame [madam]（マダム）（既婚女性）（女史）
- Mademoiselle [madmwazɛl]（マドムワゼル）（未婚女性）（嬢）

## 言語変種

### 方言と現地語

#### ヨーロッパ（フランスとその周辺）
- アルピタン語（フランス・イタリア・スイス国境付近）
  - アオスタ現地語（アオスタ語）
- アンジュー現地語
- シャンパーニュ現地語（シャンパーニュ語）
- スイス現地語（スイス・フランス語）
- ノルマンディー現地語（ノルマン語）
  - ジャージー島現地語（Jèrriais、ジャージー島）
  - ガーンジー島現地語（Guernésiais、ガーンジー島）
- パリ現地語（フランシアン語）
- ピカルディー現地語（ピカルディ語）
- フランシュ・コンテ現地語
- ブルゴーニュ現地語
- ブルボン現地語
- ベリション現地語
- ポワトゥー=シャラント現地語（Saintongeais、ポワトゥー＝シャラント地域圏）
- ルクセンブルク・フランス語
- ロレーヌ現地語
- ワロン現地語（おもにベルギー（ベルギー・フランス語）で話され、ワロン語とも称する）
- ガロ語（ブルターニュ東部）

#### 北アメリカ
- カナダ方言（カナダ・フランス語）・アメリカ方言（French language in the United States）
  - ケベック方言（ケベック・フランス語）
  - アカディア方言（français acadien）
    - シャック（ニューブランズウィック州南東部のアカディア方言、Chiac、フラングレの一種）
    - セント・メアリーズ・ベイ方言（St. Mary's Bay French）

  - オンタリオ方言（Franco-Ontarien、オンタリオ州）
  - ケイジャン方言（ケイジャン・フランス語）

#### アフリカ
- マグレブ方言
- 西アフリカ方言
- 中央アフリカ方言
- マダガスカル方言

フランス南部で用いられるオック語をフランス語方言とすることもあるが、言語学的には通常別系統の言語として扱う。

### フランス系クレオール言語
- ハイチ語
- フランス領ギアナ・クレオール語
- ルイジアナ・クレオール語
- セーシェル・クレオール語
- モーリシャス・クレオール語
- レユニオン・クレオール語
- タヨ語

### 混合言語
- ミチフ語

など（French-based creole languagesを参照）。

### 他言語との混成言語
- フラングレ（フランス語＋英語）
- フランポネ（フランス語＋日本語）

## 歴史
紀元前58年から紀元前51年にかけて、共和政ローマのガイウス・ユリウス・カエサルがガリア戦争を行い、現在のフランスの領域のほぼ全域をローマ領としたことが、この地域にフランス語の祖語であるラテン語が本格的に導入されるきっかけとなった。ガリア戦争以前には、この地域ではおもにケルト語系のゴール語が用いられていたが、ローマの支配が定着するにつれてラテン語が優勢となっていき、ガロ・ロマンス語と呼ばれるラテン語の方言群が成立した。この言語は基本的にラテン語の影響が強く、その一方言と呼べる存在であったが、ケルト語からいくつかの音韻的な影響を受けたものだった。その後、ローマ帝国の崩壊とともにフランク王国がこの地域を支配すると、彼らの言語であったゲルマン系の古フランク語が持ち込まれ、その影響を受けてこの地域のラテン語は大きく変容し、9世紀ごろにはラテン語から完全に分離した古フランス語が成立した。その後、14世紀ごろには中世フランス語へと変化し、17世紀にはアカデミー・フランセーズによってフランス語の純化・整備が行われて現代フランス語が成立した。

## 統制機関
フランス語の統制機関としては、アカデミー・フランセーズが挙げられる。これは1635年に宰相・リシュリューによって創設された国家機関で、フランス語の語法を整備して誰にでも理解できる言語とすることを目指し、そのためにフランス語の辞書『アカデミー・フランセーズ辞典』を編纂することを目的としていた。
この『アカデミー・フランセーズ辞典』は、1694年に初版が発行されたのち、現代に至るまで編纂・発行が続けられている。もっとも新しい辞典は1992年に編纂されたものである。こうした言語の統制機関が、国家によって創設されることは当時稀であり、これはそのままフランス語に対するフランス国家の強い影響力をもたらす根源となった。
また、フランス語の現状に関する勧告を出すことも任務のひとつであり、強制力こそないものの、この勧告はフランス語に強い影響力を持つ。アカデミー・フランセーズは、フランス学士院を構成する5つのアカデミーの中で、もっとも古く地位の高いアカデミーである。アカデミー・フランセーズは終身任期を持つ40人の定員で構成され、欠員が生じた場合のみ補充が行われる。
このメンバーは、フランス語話者の構成およびアカデミー自体が、フランス政府の国家機関として成立・存続してきたフランスの歴史を反映して、フランス国民が圧倒的に多いが、その他の国民であっても、ふさわしいと認められれば会員となることができる。
たとえば、1983年に会員となったレオポール・セダール・サンゴールは、20年にわたってセネガル共和国の大統領を務めた人物であるが、フランス語詩人としても非常に高名な存在であり、またフランス語圏の融和をはかる国際機関であるフランコフォニー国際機関の設立を主導したことなどから、会員となることを認められた。

## 話者分布

EU加盟国および各自治体の住民におけるフランス語への理解度
母語地域
50%以上
20-49%
10-19%
5-9%
5%未満
EU非加盟国・地域

現地語の分布

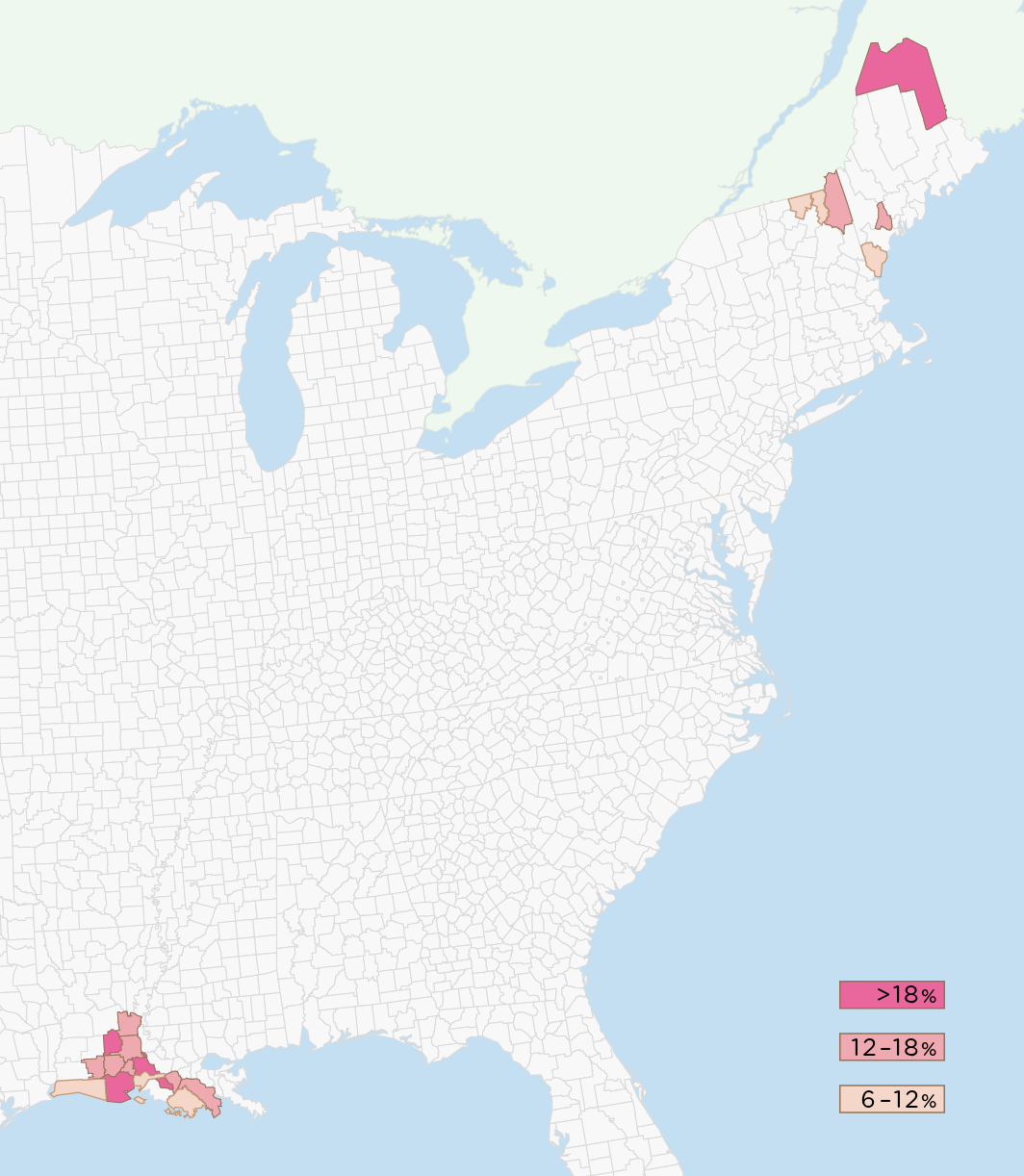
米国でのフランス語分布図

フランス語を母語話者とする人々が多数派を占めるのはフランス一国のみである。ただし、いくつかの国においてはフランス語の母語話者が大きな勢力を持っている。また、フランス国内において本来フランス語を母語とする地域は北フランスに限られており、南フランスの広い地域で話されるオック語を筆頭に、ブルターニュ半島で話されるケルト語系のブルトン語やアルザスで話されるドイツ語系のアルザス語、コルシカ島で話されるイタリア語系のコルシカ語など、系統の異なるいくつかの地方言語が存在する。ただしフランス政府はもっとも早く言語を政府の手で構築してきた国家であり、フランス革命後は一貫してフランス語をフランスにおける唯一の言語であると規定してきた。こうしたことから、教育をはじめとして国家による強力なフランス語普及政策がとられ、上記の各言語地域においても現代ではほとんどフランス語が話されるようになってきている。ただし、19世紀後半までオック語復権運動「フェリブリージュ」などが行われてきており、現在はこの状況には地方言語の保護の観点から批判が根強い。
フランス以外でもっともフランス語の母語話者の割合が大きい国家はベルギーであり、フランス語話者でありベルギー南部に居住するワロン人が人口の31%を占めている。ベルギーにおいては、北部に住みオランダ語の方言を話すフランドル人が人口の60%を占めており、ワロン人との間には言語戦争と呼ばれる深刻な言語の対立状況が存在する。この対立を背景にしてベルギーは南北の連邦国家となっており、南部のワロン地域の大部分はフランス語共同体を形成している。また、首都のブリュッセルは言語境界線の北側にあるもののフランス語話者の人口が8割を占めており、ブリュッセル首都圏地域として2言語併用の独自地域となっている。ついでフランス語話者の割合が高い国家はスイスである。スイス人のうちフランス語の母語話者は20.38%を占め、64%を占めるドイツ語話者に次ぐ勢力を持っている。スイスのフランス語話者は国土の西部に集中しており、ジュネーヴ州、ヴォー州、ヌーシャテル州、ジュラ州の4つのカントンがフランス語話者が多数を占める州としてフランス語を公用語としている。また、言語境界線の両側にまたがるフリブール州およびヴァレー州は、フランス語とドイツ語の両言語を公用語としている。スイスは多言語主義をとる国家であり、連邦の公用語はドイツ語、フランス語、イタリア語の3言語、それに国語としてロマンシュ語を加えた4つの言語を採用している。ヨーロッパ大陸においてフランス語の母語話者が大きな勢力を持つのはこの3か国である。
このほか、フランス語の母語話者が大勢力を持つ国としてはカナダがある。フランス語の母語話者はカナダ総人口の22%を占め、無視できない勢力を持っている。特にフランス語話者が集中しているのは東部のケベック州であり、連邦においては英語とフランス語がともに公用語とされているものの、ケベック州の公用語はフランス語のみとなっており、積極的な保護政策がとられている。この言語対立を背景にしばしば独立運動が繰り広げられる。
フランス語の母語話者が大きな勢力を持つのは上記地域に限られるが、そのほかの地域においてもかつてフランスが広大なフランス植民地帝国を持っていた関係で、旧植民地においてフランス語を公用語とする国々は数多く、29か国において公用語の地位を占めている。もっともフランス語が公用語化されている地域はアフリカであり、旧フランス領地域においては、セネガル、ギニア、マリ、コートジボワール、ブルキナファソ、トーゴ、ベナン、ニジェール、チャド、中央アフリカ、カメルーン、ガボン、コンゴ共和国、コモロ、マダガスカル、ジブチにおいてフランス語は公用語となっている。旧フランス領のほか、同じくフランス語を公用語とするベルギーの植民地であったコンゴ民主共和国およびブルンジもフランス語を公用語とする。一方、旧フランス領においても北アフリカに属するモーリタニア、モロッコ、アルジェリア、チュニジアにおいてはフランス語は公用語となっていない。これは、これらの国々の人口の大部分を占めるアラブ人の母語であるアラビア語も大言語であり公用語化に耐えうる言語であったため、独立後急速にアラビア語への公用語の切り替えが行われたためである。ただしこれらの国々においても、特にエリート層はフランス語を自由に使いこなせる者が多く、準公用語や文化言語として広く国内で通用する。特にアルジェリアでは、1,200万人前後がフランス語を常用する（アルジェリアの言語も参照）。また、旧ベルギー領であるルワンダは長らくフランス語を公用語としていたものの、ルワンダ虐殺の発生後フランスとの関係が急速に悪化し、2009年に英語を公用語に追加して以降、教育言語を英語に変更するなど急速に英語の公用語化を進めている。また、セーシェルやモーリシャスはナポレオン戦争以後イギリス領となっていたものの、それ以前はフランス領であり、その時代に入植した人々がその後も残留したため、社会の指導層はフランス語話者が占めており、両国とも共通語はフランス語となっている。また、国内でもっとも通用する言語も それぞれフランス語系のクレオール言語であるセーシェル・クレオール語とモーリシャス・クレオール語である。このほか、フランスの海外県であるマヨットおよびレユニオンもフランス語を公用語としており、レユニオンは日常語もフランス語系のクレオール言語であるレユニオン・クレオール語となっている。
新大陸においては、上記のカナダ以外にはハイチが唯一フランス語を公用語とする国家である。またハイチにおいては、一般市民の日常語もフランス語系のクレオール言語であるハイチ語となっている。また、公用語ではないが旧フランス領であるルイジアナ州の南西部を中心にケイジャン・フランス語と呼ばれるフランス語の一派を話す人々が存在する。小アンティル諸島に点在するグアドループやマルティニーク、サン・マルタン、サン・バルテルミー島、および南アメリカ大陸のフランス領ギアナもフランス語を公用語とする。
オセアニアにおいては、かつてイギリスとフランスの共同統治領であったバヌアツがフランス語を公用語のひとつとしている。また、フランスの海外領であるニューカレドニアおよびフランス領ポリネシア（タヒチ島など）、ウォリス・フツナもフランス語を公用語としている。アジアにおいては旧フランス領であるベトナム、ラオス、カンボジアの3国において公用語が現地語化されてフランス語がほぼ通用しなくなっているが、わずかにレバノンにおいてはやや通用し、準公用語的な扱いを受けている。
こうしたフランス語話者の言語共同体はフランコフォニーと呼ばれ、1970年にフランコフォニー国際機関が設立され、1986年には加盟国首脳の参加するフランコフォニー・サミットが2年に一度開催されるようになるなど、フランス語圏諸国の協調が図られている。ただしフランコフォニー国際機関にはエジプトやギリシャ、ルーマニアなどのように国内にほとんどフランス語話者の存在しない国家も加盟しており、逆にフランス語話者の多いアルジェリアが参加していないなど、フランコフォニー国際機関加盟国がフランス語圏とは必ずしも言えない。

## 国際機関などにおけるフランス語

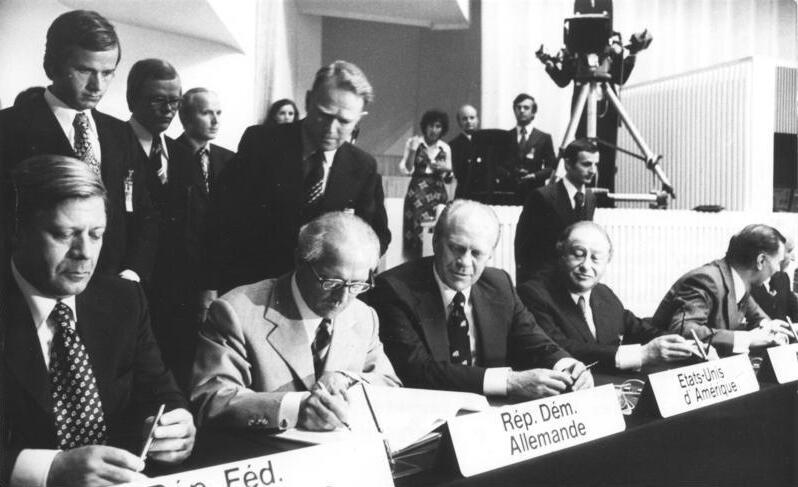
1975年、ヘルシンキ宣言に署名する、署名する各国の首脳。左から、シュミット西ドイツ首相、ホーネッカー東ドイツ国防評議会議長、アメリカのフォード大統領、オーストリアのクライスキー首相。彼らの前に表示されている国名はフランス語で表記されている。

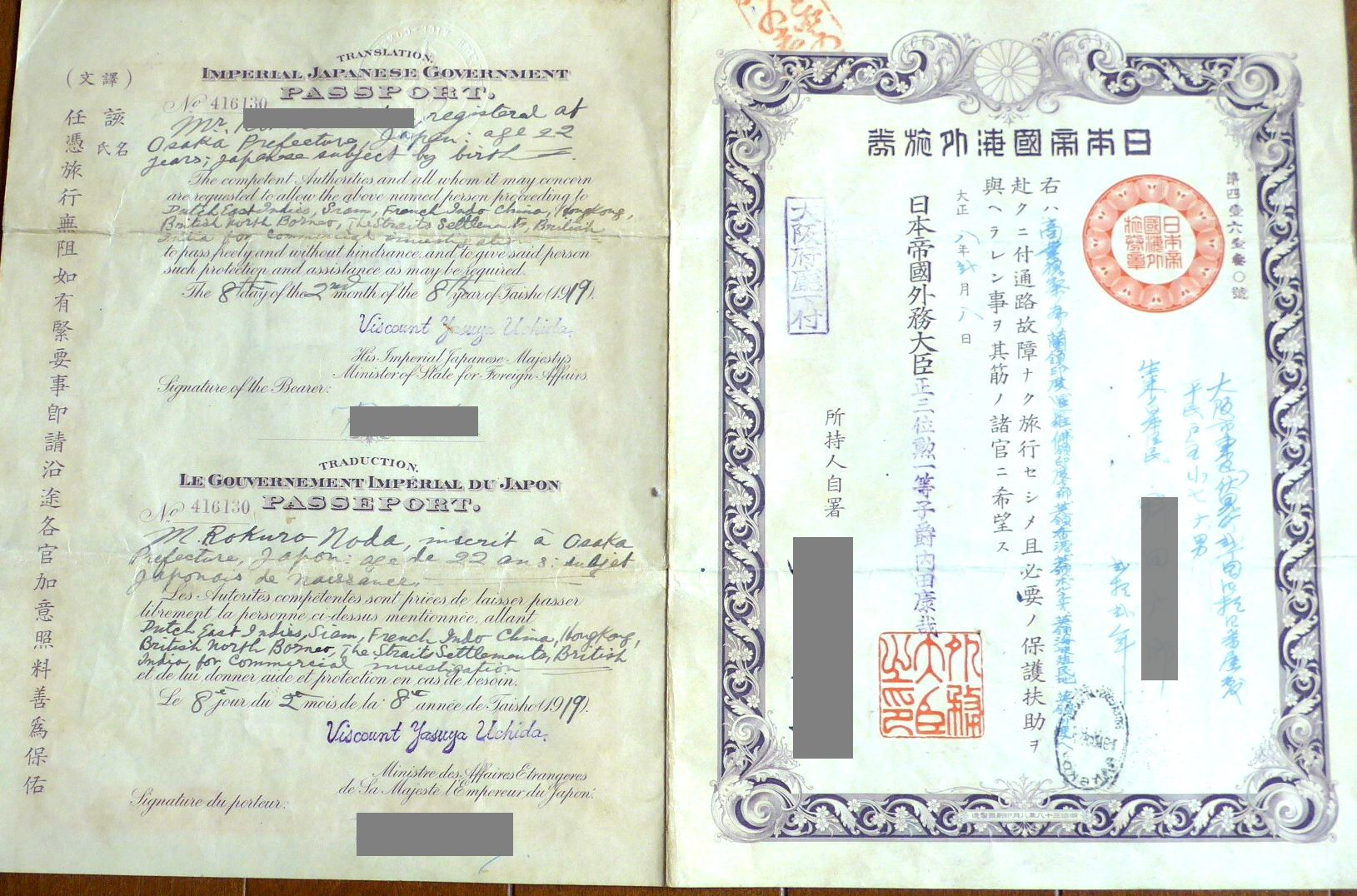
大正時代の大日本帝国旅券。英語とフランス語が併記されている。

フランス語は17世紀から19世紀までヨーロッパでもっとも有力な国際共通語であり、外交官用語として使われてきたため、国際機関において公用語となっていることが多い。
具体例としては、以下の国際機関は、フランス語を公用語とする。国際連合（UN）、国際オリンピック委員会（IOC）、国際サッカー連盟（FIFA）、国際電気通信連合（ITU）、万国郵便連合（UPU）、列国議会同盟、イスラム諸国会議機構、アフリカ連合（AU）、北大西洋条約機構（NATO）、国際標準化機構（ISO）、世界貿易機関（WTO）、経済協力開発機構（OECD）、国境なき医師団（MSF; Médecins sans frontières）、欧州評議会 (CoE)。
これらの機関において、多くの場合フランス語は唯一の公用語ではなく、英語などほかの言語と併用されている。しかしながら、19世紀から20世紀初頭においては国際共通語としての地位を持っていたことから、この時期に創設された国際機関である万国郵便連合や国際電気通信連合、国際オリンピック委員会や国際サッカー連盟において、フランス語は第一言語となっており、英語よりも地位が高くなっている。
国際連合においては、英語とフランス語は「国際連合事務局作業言語」と定義されており、その他の国連公用語（ロシア語・中国語・スペイン語・アラビア語）より位置づけが高い。また戦前には大日本帝国の日本国旅券においても、英語とともにフランス語が併記されていた。
公式名称がフランス語である世界的に著名な国際競技団体も多い。FIFAワールドカップを開催している国際サッカー連盟（FIFA; Fédération internationale de football association）、近代オリンピックを開催している国際オリンピック委員会（Comité international olympique, CIO）、F1を開催している国際自動車連盟（FIA; Fédération internationale d'automobile）、MotoGPを開催している国際モーターサイクリズム連盟（FIM; Fédération internationale de motocyclisme）、ツール・ド・フランスなどのUCIワールドツアーを開催している国際自転車競技連合(UCI: Union Cycliste Internationale)などである。